# Centropogon medusa
Centropogon medusa är en klockväxtart som beskrevs av Franz Elfried Wimmer. Centropogon medusa ingår i släktet Centropogon och familjen klockväxter. Inga underarter finns listade i Catalogue of Life.